# Unešić
Unešić ist eine Gemeinde in Kroatien in der Gespanschaft Šibenik-Knin.
Unešić liegt nordwestlich von der Stadt Split. Das Gemeindegebiet umfasst 187,85 Quadratkilometer.
Insgesamt hatte Unešić zur Zeit der Volkszählung im Jahr 2021 1269 Einwohner. Davon waren 642 (50,59 %) Einwohner männlich und 627 (49,41 %) weiblich.